# 1:0 в пользу осени
«1:0 в пользу осени» — седьмой студийный и третий акустический альбом питерской группы «Animal ДжаZ». Это первая акустика, записанная в полном составе.

## Об альбоме
Для передачи живой атмосферы, запись альбома происходила «на лету» — без наложений и дублей.
Помимо состава группы в записи принимала участие приглашённая скрипачка Гуля Наумова из питерской группы INFO, игравшая на альте и спевшая с Михалычем в импровизации в конце песни «Тысяча дней».
В конце трека «5.54» звучит мелодия, ставшая позднее основой песни сайд-проекта группы – Zero People – с названием «Зеро».

## Список композиций
Все тексты написаны Михалычем, кроме 4 — Михалыч, Ян; 9 — Михалыч, Булыгин.
| №   | Название | Музыка                    | Длительность |
| --- | --- | ------------------------- | ------------ |
| 1.  | «Из листьев» | Animal ДжаZ               | 2:31         |
| 2.  | «5 поцелуев» | Джонсон, Михалыч          | 4:52         |
| 3.  | «1:0 в пользу осени» | Джонсон, Михалыч          | 5:08         |
| 4.  | «Чужими слезами» | Джонсон                   | 5:16         |
| 5.  | «На кухне» | Джонсон                   | 3:54         |
| 6.  | «Тысяча дней» | Animal ДжаZ               | 5:52         |
| 7.  | «Три полоски» | Джонсон, Михалыч          | 4:00         |
| 8.  | «5.54» | Animal ДжаZ               | 7:08         |
| 9.  | «Каблуки (Второй бесплатно)» | Джонсон, Кравцов, Михалыч | 6:37         |
| 10. | «Ответ нет» | Михалыч                   | 4:40         |
| 11. | «Время выбирать» | Animal ДжаZ               | 2:25         |
| 12. | «Двойной ценой» | Animal ДжаZ               | 2:50         |
| 13. | «Кроме дождя» (Песня длится 4:20 минут, за которым следует трек без названия на отметке 5:18 минут, исполненный на английском языке) | Джонсон, Михалыч          | 9:38         |

## Участники записи
| Animal ДжаZ - Александр «Михалыч» Красовицкий — вокал - Евгений «Джонсон» Ряховский — гитара - Александр Заранкин — клавишные - Игорь Булыгин — бас-гитара - Ян Лемский — барабаны | Приглашённые музыканты - Гуля Наумова — вокал, скрипка («Тысяча дней») - Андрей Казаченко — аранжировки Производственный персонал - Юрий Смирнов — продюсер, сведение, мастеринг - Кирилл Беляев — фотограф - Redjuice — художественное оформление |